# 丽贝卡·加兰特里
丽贝卡·加兰特里（英語：Rebecca Gallantree，1984年8月19日—），英國女子跳水運動員。

## 簡歷
2008年，丽贝卡·加兰特里代表英國參加中國北京舉行的奥林匹克运动会跳水比賽，在單人3米跳板賽事獲得第25名。
2012年，丽贝卡·加兰特里代表英國參加英国倫敦舉行的奥林匹克运动会跳水比賽，與艾丽西娅·布拉格搭檔出戰女子雙人3米跳板賽事，最終獲得第7名。